# Antonín Mrkos
Antonín Mrkos (Střemchoví, 27 gennaio 1918 – Praga, 29 maggio 1996) è stato un astronomo ceco.
Negli anni cinquanta trascorse diciotto mesi in Antartide, nell'ambito della terza spedizione antartica sovietica volta a studiare le aurore australi. Lavorò presso l'osservatorio astronomico di Skalnaté Pleso.
Il Minor Planet Center gli accredita la scoperta di duecentosettantaquattro asteroidi, effettuate tra il 1977 e il 1991. Tra questi si distinguono 5797 Bivoj, un asteroide Amor, e 3451 Mentor, un troiano.
Fu inoltre scopritore o co-scopritore delle comete periodiche 18D/Perrine-Mrkos, 45P/Honda-Mrkos-Pajdušáková, 124P/Mrkos e 143P/Kowal-Mrkos; scoprì inoltre le comete non periodiche C/1953 G1 Mrkos-Honda e C/1957 P1 Mrkos.
Gli è stato dedicato l'asteroide 1832 Mrkos.

## Asteroidi scoperti
| 2199 Kleť            | 6 giugno 1978     |
| 2304 Slavia          | 18 maggio 1979    |
| 2325 Chernykh        | 25 settembre 1979 |
| 2367 Praha           | 8 gennaio 1981    |
| 2403 Šumava          | 25 settembre 1979 |
| 2404 Antarctica      | 1º ottobre 1980   |
| 2552 Remek           | 24 settembre 1978 |
| 2559 Svoboda         | 23 ottobre 1981   |
| 2747 Český Krumlov   | 19 febbraio 1980  |
| 2811 Střemchoví      | 10 maggio 1980    |
| 2889 Brno            | 17 novembre 1981  |
| 2936 Nechvíle        | 17 settembre 1979 |
| 2971 Mohr            | 30 dicembre 1980  |
| 3003 Konček          | 28 dicembre 1983  |
| 3017 Petrovič        | 25 ottobre 1981   |
| 3130 Hillary         | 20 dicembre 1981  |
| 3137 Horky           | 16 settembre 1982 |
| 3141 Buchar          | 2 settembre 1984  |
| 3168 Lomnický Štít   | 1º dicembre 1980  |
| 3257 Hanzlík         | 15 aprile 1982    |
| 3276 Porta Coeli     | 15 settembre 1982 |
| 3278 Běhounek        | 27 gennaio 1984   |
| 3313 Mendel          | 19 febbraio 1980  |
| 3324 Avsyuk          | 4 febbraio 1983   |
| 3326 Agafonikov      | 20 marzo 1985     |
| 3334 Somov           | 20 dicembre 1981  |
| 3339 Treshnikov      | 6 giugno 1978     |
| 3357 Tolstikov       | 21 marzo 1984     |
| 3364 Zdenka          | 5 aprile 1984     |
| 3395 Jitka           | 20 ottobre 1985   |
| 3451 Mentor          | 19 aprile 1984    |
| 3490 Šolc            | 20 settembre 1984 |
| 3550 Link            | 20 dicembre 1981  |
| 3571 Milanštefánik   | 15 marzo 1982     |
| 3629 Lebedinskij     | 21 novembre 1982  |
| 3630 Lubomír         | 28 agosto 1984    |
| 3636 Pajdušáková     | 17 ottobre 1982   |
| 3645 Fabini          | 28 agosto 1981    |
| 3665 Fitzgerald      | 19 marzo 1979     |
| 3701 Purkyně         | 20 febbraio 1985  |
| 3715 Štohl           | 19 febbraio 1980  |
| 3716 Petzval         | 2 ottobre 1980    |
| 3727 Maxhell         | 7 agosto 1981     |
| 3781 Dufek           | 2 settembre 1986  |
| 3791 Marci           | 17 novembre 1981  |
| 3827 Zdeněkhorský    | 3 novembre 1986   |
| 3847 Šindel          | 16 febbraio 1982  |
| 3887 Gerstner        | 22 agosto 1985    |
| 3905 Doppler         | 28 agosto 1984    |
| 3949 Mach            | 20 ottobre 1985   |
| 3979 Brorsen         | 8 novembre 1983   |
| 3980 Hviezdoslav     | 4 dicembre 1983   |
| 3981 Stodola         | 26 gennaio 1984   |
| 3983 Sakiko          | 20 settembre 1984 |
| 3993 Šorm            | 4 novembre 1988   |
| 4018 Bratislava      | 30 dicembre 1980  |
| 4054 Turnov          | 5 ottobre 1983    |
| 4090 Říšehvězd       | 2 settembre 1986  |
| 4176 Sudek           | 24 febbraio 1987  |
| 4238 Audrey          | 13 aprile 1980    |
| 4249 Křemže          | 29 settembre 1984 |
| 4277 Holubov         | 15 gennaio 1982   |
| 4287 Třísov          | 7 settembre 1989  |
| 4339 Almamater       | 20 ottobre 1985   |
| 4405 Otava           | 21 agosto 1987    |
| 4408 Zlatá Koruna    | 4 ottobre 1988    |
| 4552 Nabelek         | 11 maggio 1980    |
| 4554 Fanynka         | 28 ottobre 1986   |
| 4610 Kájov           | 26 marzo 1989     |
| 4662 Runk            | 19 aprile 1984    |
| 4663 Falta           | 27 settembre 1984 |
| 4671 Drtikol         | 10 gennaio 1988   |
| 4691 Toyen           | 7 ottobre 1983    |
| 4698 Jizera          | 4 settembre 1986  |
| 4702 Berounka        | 23 aprile 1987    |
| 4801 Ohře            | 22 ottobre 1989   |
| 4823 Libenice        | 4 ottobre 1986    |
| 4824 Stradonice      | 25 novembre 1986  |
| 5026 Martes          | 22 agosto 1987    |
| 5089 Nádherná        | 25 settembre 1979 |
| 5102 Benfranklin     | 2 settembre 1986  |
| 5103 Diviš           | 4 settembre 1986  |
| 5122 Mucha           | 3 gennaio 1989    |
| 5202 Charleseliot    | 5 dicembre 1983   |
| 5250 Jas             | 21 agosto 1984    |
| 5318 Dientzenhofer   | 21 aprile 1985    |
| 5363 Kupka           | 19 ottobre 1979   |
| 5418 Joyce           | 29 agosto 1981    |
| 5425 Vojtěch         | 20 settembre 1984 |
| 5552 Studnička       | 16 settembre 1982 |
| 5573 Hilarydownes    | 24 agosto 1981    |
| 5583 Braunerová      | 5 marzo 1989      |
| 5668 Foucault        | 22 marzo 1984     |
| 5712 Funke           | 25 settembre 1979 |
| 5719 Křižík          | 7 settembre 1983  |
| 5797 Bivoj           | 13 gennaio 1980   |
| 5800 Pollock         | 16 ottobre 1982   |
| 5801 Vasarely        | 26 gennaio 1984   |
| 5803 Ötzi            | 21 luglio 1984    |
| 5804 Bambinidipraga  | 9 settembre 1985  |
| 5865 Qualytemocrina  | 31 agosto 1984    |
| 5891 Gehrig          | 22 settembre 1981 |
| 5894 Telč            | 14 settembre 1982 |
| 5897 Novotná         | 29 settembre 1984 |
| 5910 Zátopek         | 29 novembre 1989  |
| 5946 Hrozný          | 28 ottobre 1984   |
| 5958 Barrande        | 29 gennaio 1989   |
| 5997 Dirac           | 1º ottobre 1983   |
| 5998 Sitenský        | 2 settembre 1986  |
| 6060 Doudleby        | 19 febbraio 1980  |
| 6064 Holašovice      | 23 aprile 1987    |
| 6149 Pelčák          | 25 settembre 1979 |
| 6175 Cori            | 4 dicembre 1983   |
| 6221 Ducentesima     | 13 aprile 1980    |
| 6223 Dahl            | 3 settembre 1980  |
| 6231 Hundertwasser   | 20 marzo 1985     |
| 6266 Letzel          | 4 ottobre 1986    |
| 6281 Strnad          | 16 settembre 1980 |
| 6377 Cagney          | 25 giugno 1987    |
| 6379 Vrba            | 15 novembre 1987  |
| 6385 Martindavid     | 5 marzo 1989      |
| 6433 Enya            | 18 novembre 1978  |
| 6440 Ransome         | 8 settembre 1988  |
| 6441 Milenajesenská  | 9 settembre 1988  |
| 6469 Armstrong       | 14 agosto 1982    |
| 6470 Aldrin          | 14 settembre 1982 |
| 6471 Collins         | 4 marzo 1983      |
| 6481 Tenzing         | 9 settembre 1988  |
| 6508 Rolčík          | 22 agosto 1982    |
| 6516 Gruss           | 3 ottobre 1988    |
| 6540 Stepling        | 16 settembre 1982 |
| 6542 Jacquescousteau | 15 febbraio 1985  |
| 6546 Kaye            | 24 febbraio 1987  |
| 6550 Parléř          | 4 novembre 1988   |
| 6556 Arcimboldo      | 29 dicembre 1989  |
| 6581 Sobers          | 22 settembre 1981 |
| 6583 Destinn         | 21 febbraio 1984  |
| 6586 Seydler         | 28 ottobre 1984   |
| 6594 Tasman          | 25 giugno 1987    |
| 6596 Bittner         | 15 novembre 1987  |
| 6597 Kreil           | 9 gennaio 1988    |
| 6600 Qwerty          | 17 agosto 1988    |
| 6701 Warhol          | 14 gennaio 1988   |
| 6712 Hornstein       | 23 febbraio 1990  |
| 6758 Jesseowens      | 13 aprile 1980    |
| 6768 Mathiasbraun    | 7 settembre 1983  |
| 6769 Brokoff         | 15 febbraio 1985  |
| 6774 Vladheinrich    | 4 novembre 1988   |
| 6779 Perrine         | 20 febbraio 1990  |
| 6817 Pest            | 20 gennaio 1982   |
| 6824 Mallory         | 8 settembre 1988  |
| 6825 Irvine          | 4 ottobre 1988    |
| 6897 Tabei           | 15 novembre 1987  |
| 7107 Peiser          | 15 agosto 1980    |
| 7114 Weinek          | 29 novembre 1986  |
| 7115 Franciscuszeno  | 29 novembre 1986  |
| 7118 Kuklov          | 4 novembre 1988   |
| 7171 Arthurkraus     | 13 gennaio 1988   |
| 7226 Kryl            | 21 agosto 1984    |
| 7232 Nabokov         | 20 ottobre 1985   |
| 7328 Casanova        | 20 settembre 1984 |
| 7332 Ponrepo         | 4 dicembre 1986   |
| 7334 Sciurus         | 17 agosto 1988    |
| 7391 Strouhal        | 8 novembre 1983   |
| 7398 Walsh           | 3 novembre 1986   |
| 7403 Choustník       | 14 gennaio 1988   |
| 7464 Vipera          | 15 novembre 1987  |
| 7635 Carolinesmith   | 6 novembre 1983   |
| 7644 Cslewis         | 4 novembre 1988   |
| 7645 Pons            | 4 gennaio 1989    |
| 7694 Krasetín        | 29 settembre 1983 |
| 7695 Přemysl         | 27 novembre 1984  |
| 7699 Božek           | 2 febbraio 1989   |
| 7701 Zrzavý          | 14 ottobre 1990   |
| 7742 Altamira        | 20 ottobre 1985   |
| 7820 Ianlyon         | 14 ottobre 1990   |
| 7859 Lhasa           | 19 ottobre 1979   |
| 7864 Borucki         | 14 marzo 1982     |
| 7867 Burian          | 20 settembre 1984 |
| 7927 Jamiegilmour    | 29 novembre 1986  |
| 7993 Johnbridges     | 16 ottobre 1982   |
| 8001 Ramsden         | 4 ottobre 1986    |
| 8002 Tonyevans       | 4 dicembre 1986   |
| 8022 Scottcrossfield | 10 novembre 1990  |
| 8143 Nezval          | 11 novembre 1982  |
| 8152 Martinlee       | 3 novembre 1986   |
| 8153 Gattacceca      | 25 novembre 1986  |
| 8249 Gershwin        | 13 aprile 1980    |
| 8258 McCracken       | 15 settembre 1982 |
| 8267 Kiss            | 4 ottobre 1986    |
| 8333 Medina          | 7 novembre 1982   |
| 8336 Šafařík         | 27 settembre 1984 |
| 8343 Tugendhat       | 4 ottobre 1986    |
| 8479 Held            | 29 aprile 1987    |
| 8639 Vonšovský       | 3 novembre 1986   |
| 9007 James Bond      | 5 ottobre 1983    |
| 9008 Bohšternberk    | 27 gennaio 1984   |
| 9011 Angelou         | 20 settembre 1984 |
| 9027 Graps           | 4 novembre 1988   |
| 9028 Konrádbeneš     | 26 gennaio 1989   |
| 9551 Kazi            | 20 ottobre 1985   |
| 9931 Herbhauptman    | 18 aprile 1985    |
| 10026 Sophiexeon     | 3 settembre 1980  |
| 10037 Raypickard     | 26 gennaio 1984   |
| 11019 Hansrott       | 25 aprile 1984    |
| 11020 Orwell         | 31 luglio 1984    |
| 11026 Greatbotkin    | 2 settembre 1986  |
| 11830 Jessenius      | 2 maggio 1984     |
| 17407 Teige          | 14 ottobre 1987   |
| 19129 Loos           | 10 gennaio 1988   |
| 20964 Mons Naklethi  | 16 ottobre 1977   |
| 20969 Samo           | 17 settembre 1979 |
| 22260 Ur             | 19 ottobre 1979   |
| 23437 Šíma           | 27 settembre 1984 |
| 24619 Danielarsham   | 26 febbraio 1979  |
| 24662 Gryll          | 14 aprile 1988    |
| 24695 Štyrský        | 16 settembre 1990 |
| 217628 Lugh          | 17 aprile 1990    |